# شنوكة
شنوكة: جبل يقع على طريق المدينة ينبع السريع. ويبعد عن المدينة المنورة قرابة 75 كلم. تقع في جنوبة كل من الروحاء وجنوبة الشرقي عرق الظبية.

## التاريخ
قال ياقوت الحموي:
- شنوكة: (بالفتح ثم الضم، وسكون الواو، وكاف): جبل وهو علم مرتجل، قال ابن إسحاق في غزوة بدر: مر، عليه السلام، على السيالة ثم على فج الروحاء ثم على شنوكة، وهي الطريق المعتدلة، حتى إذا كان بعرق الظبية.[2]
- قيل شنوكتان شعبتان تدفعان في الروحاء بين مكة والمدينة وهو جبل عن الاديبي، وقد قال كثير [3] -:[4]

قال السمهودي:
- شنوكة: (بالفتح ثم الضم ثم السكون وفتح الكاف بعدها):، جبل بعد شرف الروحاء بقليل، يقابل الشعب المعروف بشعب علي، وهو شعب شنوكة على ثلاثة أميال من مسجد شرف الروحاء، قاله الأسدي، قال ابن إسحاق في المسير لبدر: مر على فج الروحاء، ثم على شنوكة حتى إذا كان بعرق الظبية، وقال ابن سعد: شنوكة فيما بين السيالة وملل، وعندها هرب سهيل بن عمرو، وكان أسره ابن الدخشم يوم بدر، فقال له عندما كانوا بها: خل سبيلي للعائط، فهرب وظفر به النبي صلى الله عليه وسلم.[5]

وفي معجم الأماكن:
شنوكة: (بفتح الشين المعجمة، وضم النون، وواو وكاف، وآخره هاء)